# Afrotrogony
Afrotrogony' (Apalodermatinae) – monotypowa podrodzina ptaków z rodziny trogonów (Trogonidae).

## Zasięg występowania
Podrodzina obejmuje gatunki występujące w Afryce Subsaharyjskiej.

## Morfologia
Długość ciała 28–32 cm; masa ciała 51–95 g.

## Systematyka
Rodzaj zdefiniował w 1833 roku angielski zoolog William Swainson w publikacji własnego autorstwa składającej się z ilustracji na temat zoologi wraz z ich opisami. Gatunkiem typowym jest (oryginalne oznaczenie) afrotrogon zielony (A. narina).

### Etymologia
- Apaloderma (Hapaloderma, Apoladerma): gr. ἁπαλος hapalos ‘delikatny’; δερμα derma, δερματος dermatos ‘skóra’[8].
- Heterotrogon: gr. ἑτερος heteros ‘inny’; rodzaj Trogon Brisson, 1760 (trogon)[9]. Gatunek typowy (oryginalne oznaczenie): Apaloderma vittatum Shelley, 1882.

### Podział systematyczny
Do podrodziny należy jeden rodzaj z następującymi gatunkami:
- Apaloderma narina (Stephens, 1815) – afrotrogon zielony
- Apaloderma aequatoriale Sharpe, 1901 – afrotrogon żółtolicy
- Apaloderma vittatum Shelley, 1882 – afrotrogon prążkowany